# Carl Buttenstedt
 (décembre 2023).
Si vous disposez d'ouvrages ou d'articles de référence ou si vous connaissez des sites web de qualité traitant du thème abordé ici, merci de compléter l'article en donnant les références utiles à sa vérifiabilité et en les liant à la section « Notes et références ».
Christian Heinrich Carl Buttenstedt (né le 29 juillet 1845 à Volkstedt, mort le 20 septembre 1910 à Friedrichshagen) est un pionnier de l'aviation allemand.

## Biographie
Après une carrière militaire, où il fut instructeur à Weißenfels, Carl Buttenstedt devient en septembre 1879 un petit fonctionnaire à Artern. En avril 1883, il obtient une promotion et est muté à Bad Dürrenberg. Il s'installe ensuite à Rüdersdorf. Il poursuit ses recherches aéronautiques en autodidacte.
Buttenstedt travaille sous le pseudonyme de A. Werner-Magdeburg pour le magazine de l'Association pour la promotion de la navigation aérienne (de). Il publie de nombreux articles et livres sur les ballons et le vol à voile. Beaucoup s'opposent à Otto Lilienthal. Ce dernier se moque de son autodidactie en l'appelant le "mécanicien sentimental". Les observations de Buttenstedt du vol des oiseaux et ses théories n'ont pas d'influence.
Buttenstedt est moins connu pour ses écrits de philosophie de la nature et ésotériques, typiques du Lebensreform. Il explique que la lactation érotique pourrait être une méthode contraceptive qui arrêterait la menstruation. Son livre sur le couple et le mariage est interdit par les nazis en 1938.